# النصر المجنح (فلم)
النصر المجنح فيلم دراما أمريكي من إنتاج عام 1944، من إخراج جورج كوكور، وهو تعاون مشترك بين تونتيث سينتشوري فوكس والقوات الجوية للجيش الأمريكي. الفيلم مبني على مسرحية تحمل نفس الاسم للكاتب موس هارت، الذي كتب أيضا سيناريو الفيلم.

## القصة
فرانكي ديفيس (لون ماكاليستر)، ألان روس (مارك دانيلز) وبينكي سكاريانو (دون تايلور) انضموا إلى القوات الجوية للجيش الأمريكي على أمل أن يصبحوا طيارين. في التدريب، أقاموا علاقات صداقة مع إيرفينغ ميلر (إدمون أوبراين) وبوبي جريلز (باري نيلسون). يذهب الأصدقاء الخمسة لعملية التدريب لكي يصبحوا طيارين، يواجهون النجاح والفشل والمأساة.

## طاقم التمثيل
- لون ماكاليستر: فرانكي ديفيس
- جين كرين: هيلين
- إدمون أوبراين: إيرفينغ ميلر
- جين بول: جين بريستون
- مارك دانيلز: ألان روس
- جو كارول دينيسون: دوروثي روس
- دون تايلور: داني «بينكي» سكاريانو
- جودي هوليداي: روث ميلر
- لي جيكوب: الطبيب
- بيتر ليند هايز: أوبراين
- ريد بوتونس: هيتي
- باري نيلسون: بوبي كريلس
- رون هولتمان: ديف أندرسون
- غاري ميريل: النقيب ماكنتاير
- جورج ريفز: الملازم طومسون

## فريق العمل
- المخرج: جورج كوكور
- الإنتاج: داريل فرانسيس زانوك
- الكاتب: موس هارت
- تصوير سينمائي: غلين ماك ويليامز
- الموسيقى: ديفيد روز
- مونتاج: باربرا ماكلين
- توزيع: تونتيث سينتشوري فوكس

## وصلات خارجية
- مقالات تستعمل روابط فنية بلا صلة مع ويكي بيانات